# Saint-Germain-la-Blanche-Herbe
 Saint-Germain-la-Blanche-Herbe  es una población y comuna francesa, situada en la región de Baja Normandía, departamento de Calvados, en el distrito de Caen y cantón de Caen-2.

## Demografía
| 265 | 232 | 1327 | 1223 | 1615 | 2531 |
| Para los censos de 1962 a 1999 la población legal corresponde a la población sin duplicidades (Fuente: INSEE [Consultar]) |     |      |      |      |      |